# 加布麗埃拉·施魯塞爾
加布麗埃拉·施魯塞爾（荷蘭語：Gabriela Schloesser，1994年2月18日—）生于下加利福尼亚州蒂华纳，是一名墨西哥女子射箭运动员。她曾在2016年入选墨西哥奥运女子射箭队，参加了该年的里约奥运。同年她结识主攻复合弓的荷兰射箭选手Mike Schloesser，后来两人开始交往。2018年，为了能和男友在一起，她移居至荷兰，并代表该国参加比赛，她代表荷兰所参加的第一场赛事是2018年射箭世界杯美国盐湖城站。